# Peter Pekarík
Peter Pekarík est un footballeur international slovaque né le 30 octobre 1986 à Žilina en Tchécoslovaquie (auj. en Slovaquie). Il évolue actuellement au poste d'arrière droit au MŠK Žilina.

## Biographie

### En club
Fin août 2012, il signe en faveur du Hertha Berlin.

### En équipe nationale
Peter Pekarík dispute sa première compétition internationale lors de la Coupe du monde 2010 en Afrique du Sud. Il enchaîne ensuite avec l'Euro 2016 et l'Euro 2020. 
Le 7 juin 2024, il figure dans la liste des 26 joueurs slovaques retenus par Francesco Calzona pour participer à l'Euro 2024. 

## Palmarès
- MŠK Žilina
  - Champion de Slovaquie en 2007.
  - Vainqueur de la Supercoupe de Slovaquie en 2007.
- VfL Wolfsburg
  - Champion d'Allemagne en 2009.
- Hertha Berlin
  - Champion de Bundesliga 2 en 2013.